# 美女と旅打ち!
美女と旅打ち!（びじょとたびうち）は、旅チャンネルとMONDO21で放送された紀行番組である。

## 概要
パチンコライターのヒロシ・ヤングが美女と共に日本各地の観光名所を満喫しつつ、その土地のホールでパチンコも楽しむという番組である。
第1回から第4回（2009年10月 - 12月）は旅チャンネル、第5回から第7回（2010年2月 - 4月）はMONDO21で放送された。

## 出演者
- ヒロシ・ヤング
- 嶋田エリカ - 山形編（第1・2回）、宮城編（第3回）
- 小倉遥 - 沖縄編（第4 - 7回）